# Masayoshi Uchida
Masayoshi Uchida (jap. 内田 正練 Uchida Masayoshi; * 7. Januar 1898 in Hamamatsu; † 14. Februar 1945 in Niederländisch-Indien) war ein japanischer Schwimmer und Wasserspringer.

## Karriere
Uchida begann bereits früh mit dem Schwimmsport beim Hamamatsu Naka Swimming Club und gewann erste Schulwettbewerbe. Auch in den Sportarten Marathon und Judo war er als Jugendlicher aktiv. 1916 gründete er mit seinem Bruder die Hamana Bay Swimming Association und gewann bei den japanischen Meisterschaften die Titel über 100 Yards, 220 Yards, 440 Yards und eine Meile Freistil. Im Jahr 1917 nahm er für Japan an den Far Eastern Championship Games in Tokio teil. Hier siegte er über 220 Yards und 880 Yards Freistil und errang Silber über 100 Yards Freistil. Auch zwei Jahre später war er Teilnehmer der Far Eastern Championship Games. 1920 vertrat er sein Heimatland bei den Olympischen Spielen in Antwerpen. Hier scheiterte er in den Wettbewerben über 100 m, 400 m und 1500 m Freistil jeweils im Vorlauf an der Halbfinalqualifikation. Auch im Turmspringen erreichte er das Finale nicht. Nach den Spielen beendete er seine aktive sportliche Karriere und gründete einen Schwimmverein an der Universität Hokkaidō, um den japanischen Schwimmsport zu fördern. 1921 schloss er ein Studium an der Landwirtschaftsfakultät ab, in den folgenden Jahren arbeitete er unter anderem für eine Bank und in der Fischzucht. 1932 wanderte der Japaner nach Argentinien aus, wo er eine Farm betrieb. 1941 kehrte er nach Japan zurück und war fortan als Ingenieur in der Salzwasseraufbereitung tätig. Auf politischer Ebene unterstützte er die Unabhängigkeitsbewegung in Burma. 1944 ging er als Kommandeur nach Neuguinea, wo er 1945 im Rahmen der Kriegshandlungen des Zweiten Weltkrieges ums Leben kam.